# M-150

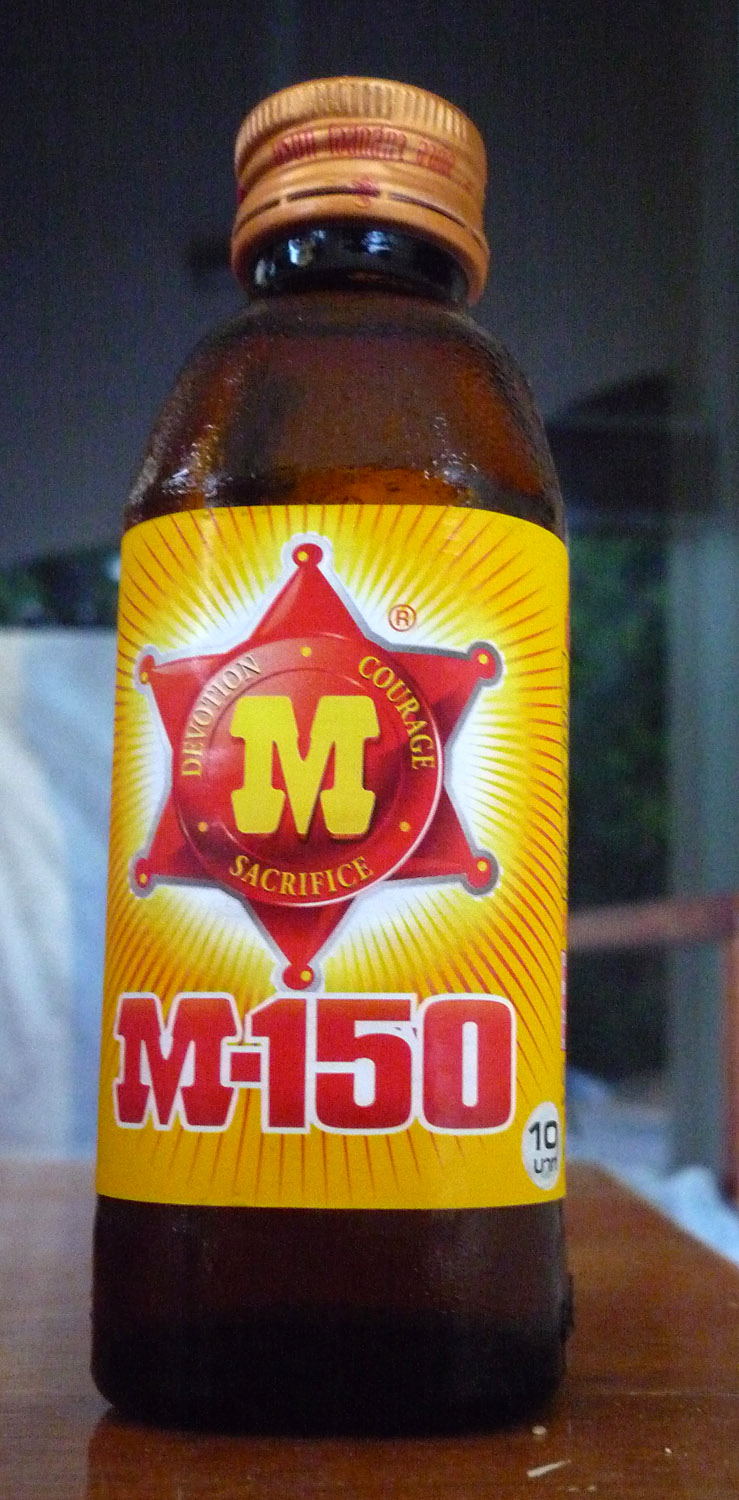
Флакон М-150

M-150 — основатель категории энергетических напитков. Производится компанией Osotspa Co. Ltd. с 1970 г., является ключевым брендом компании и лидером по объёму продаж среди энергетических напитков на рынке Азии. На долю M-150 приходится более половины продаж напитков данной категории в мире.

М-150 продаётся через обширную дистрибьюторскую сеть, которая включает в себя центры продаж в Таиланде , Камбодже, Вьетнаме, Лаосе, Японии, Индонезии, США и на Кипре. Однако самую большую популярность напиток М-150 приобрёл именно в Таиланде. На сегодняшний день его доля составляет 60 % объёма продаж всех энергетических напитков в стране , и представлен в 95 % всех розничных точек торговли. С 2011 открыта прямая дистрибуция в России.

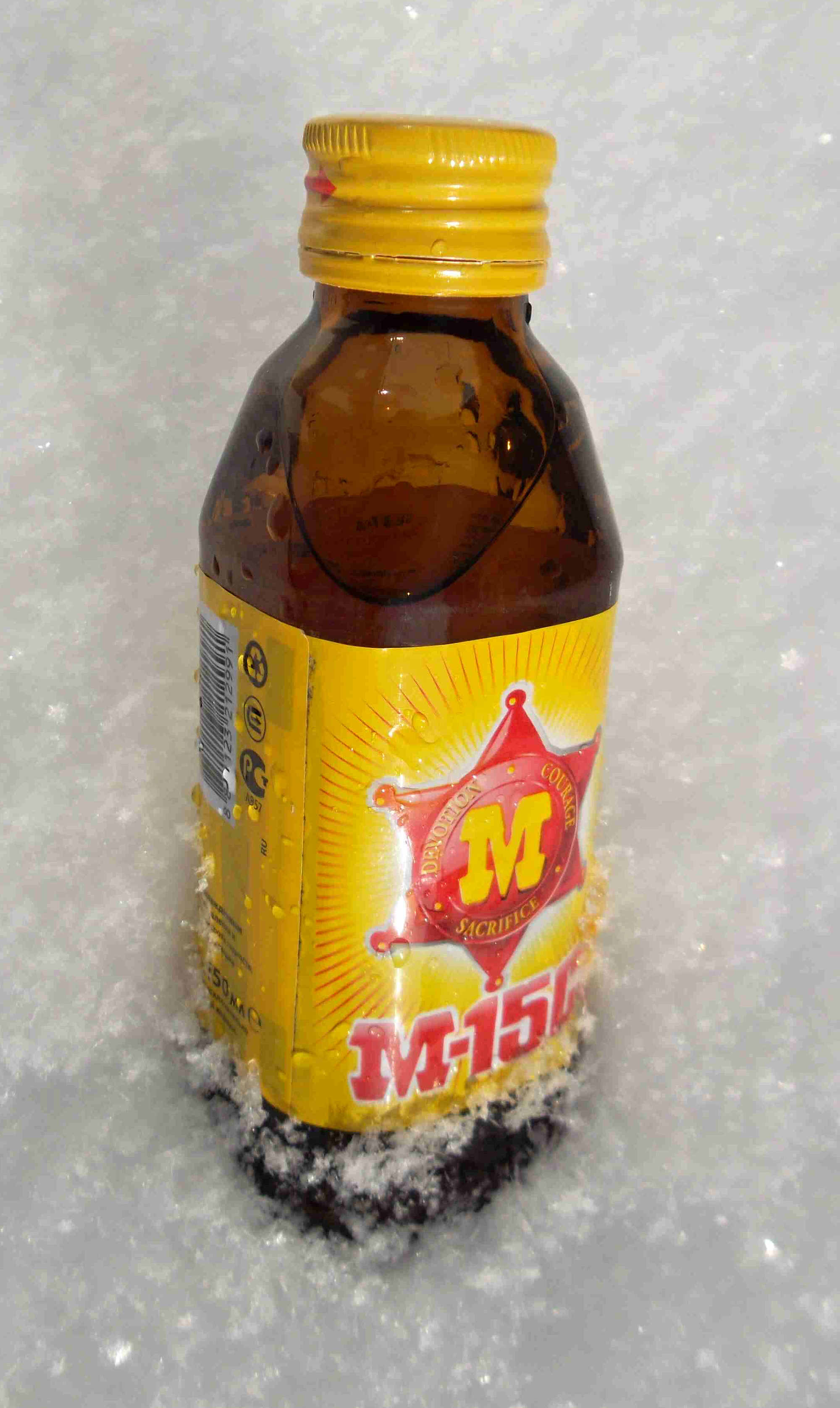
"Русскоязычный" М-150

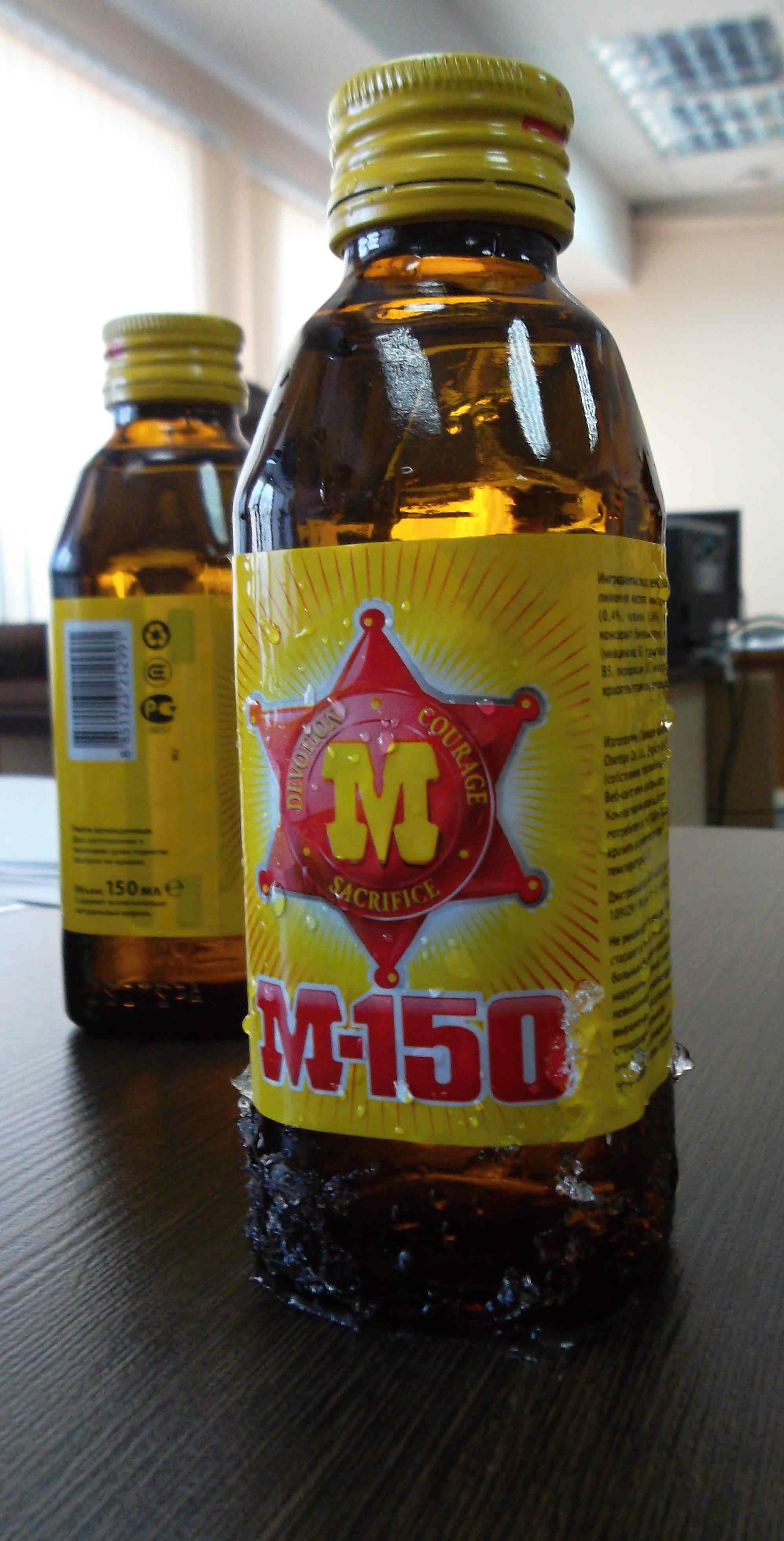
М-150 для офиса

## История
М-150 произошёл от энергетического напитка из Японии Lipovitan-D (Japan’s Taisho Pharmaceutical Co., Ltd.). С 1965 году компания Osotspa Co. Ltd. импортировала напиток Lipovitan-D в Таиланд. В 1969 году в связи с резким увеличением спроса компания Osotspa Co. Ltd. начинает производство напитка Lipovitan-D в Таиланде по лицензии Japan’s Taisho Pharmaceutical Co., Ltd. В 1970 году был создан самый успешный продукт компании, негазированный энергетический напиток М-150. В 2007 году ключевой бренд компании Osotspa Co. Ltd. напиток М-150 был представлен на рынке Европы и Южной Америки. В 2008 году, продолжая доминировать на рынке Азии, M-150 расширил границы и продвинулся далеко за пределы Таиланда, получив всемирное распространение.